# Sharp X1 Turbo III
Sharp X1 Turbo III (X1 Turbo III) је био кућни рачунар фирме Шарп (Sharp) који је почео да се производи у Јапану од 1986. године.
Користио је Sharp Z80 A као микропроцесор. РАМ меморија рачунара је имала капацитет од 64 KB. 
Као оперативни систем кориштен је непознато.

## Детаљни подаци
Детаљнији подаци о рачунару X1 Turbo III су дати у табели испод.
|                       |                                               |
| [ 1 ]                 |                                               |
| Произвођач            | Шарп                                          |
| Тип                   | кућни рачунар                                 |
| Меморија              | 64                                            |
| Поријекло             | Јапан                                         |
| Година                | 1986                                          |
| Тастатура             | тастатура са пуним помаком тастера, стандард  |
| Процесор              |                                               |
| Фреквенција процесора | 4                                             |
| RAM                   | 64                                            |
| ROM                   | 128 + 40                                      |
| Текст                 | 20 / 40 / 80 x 10 / 12 / 20 / 25              |
| Графика               | 320 x 200 / 640 x 200 / 320 x 400 / 640 x 400 |
| Боја                  | 8                                             |
| Звук                  | непознато                                     |
| Димензије             | непознато                                     |
| Портови               |                                               |
| Оперативни систем     | непознато                                     |